# Leonor d'Este (1537-1581)
Leonor d'Este (em italiano:  Eleonora d’Este; 19 de junho de 1537 — 12 de fevereiro de 1581)  foi uma nobre italiana, princesa de Ferrara, Módena e Régio.

## Biografia
Leonor era a quarta criança nascida do casamento de Hércules II d'Este, duque de Ferrara, de Módena e de Reggio, e de sua mulher, a princesa Renata de França, filha de Luís XII de França e de Ana de Bretanha. 

Torquato Tasso lê as suas óperas a Leonor d'Este.

Os seus avós paternos foram Afonso I d'Este e Lucrécia Bórgia, filha do Papa Alexandre VI. 
Teve dois irmãos, o mais velho Afonso II d'Este, que sucedeu ao pai nos estados da família, e o mais novo, Luís d'Este, que veio a ser Cardeal da Igreja católica.
A Leonor d'Este e a sua irmã Lucrécia, Torquato Tasso dedicou a lírica O figlie di Renata e, no início do século XVII, falou-se dos amores que Tasso tivera pela princesa, hipótese que parece ser infundata.
Leonor nunca casou e morre a 19 de fevereiro de 1581.